# Стрілянина в Рампур-Тірахі
Стріляни́на в Рампу́р-Тіра́гі (англ. Rampur Tiraha firing case  гінді रामपुर तिराहा गोली काण्ड) — епізод стрілянини поліцією по неозброєним уттаракханд державність активістам у Рампур-Тірахі, окрузі Музаффарнаґар, штат Уттар-Прадеш, Індія, що відбувся 1-2 жовтня 1994 року. Активісти, в рамках компанії агітації за відділення штату Уттаракханд, направлялися в Делі з метою здійснення дхарни біля Радж Ґхата на свято Ґанді Джаянті наступного дня. Поліційська стрілянина привела до смерті шести активістів, а кілька жінок, за даними самих активістів, було зґвалтовано в результаті безпорядків. Вважається, що стрілянина відбулася з відома прем'єр-міністра штату Уттар-Прадеш Мулаяма Сінґха Ядава.